# A Whiter Shade of Pale
A Whiter Shade of Pale je název písničky, kterou v roce 1967 vydala skupina Procol Harum.
Písnička má výraznou melodii a varhanní sólový part působí velmi bachovsky. Stala se světovým hitem. V britské a německé hitparádě se umístila na 1. místě. Ve Spojených státech doputovala na 5. místo.
Během let se stala jednou z klasických rockových skladeb. Časopis Rolling Stone umístil v roce 2004 skladbu „A Whiter Shade of Pale“ na 57. místo ve své tabulce 500 nejlepších skladeb všech dob. Britská televizní stanice Channel 4 umístila písničku na 19. místo v seznamu 100 nejlepších singlů.
Podle žebříčku sestaveného stanicí BBC Radio 2 je A Whiter Shade of Pale dokonce nejhranější písničkou na veřejných místech za posledních 75 let.
20. prosince 2004 si bývalý varhaník Matthew Fisher soudní cestou vymohl 40 % autorských prav ke skladbě a 40 % budoucích výnosů z těchto práv.

## Osoby a obsazení
Písnička vyšla 12. května 1967. Nahrána byla v Olympic Studios zpěvákem Gary Brookerem, který hrál také na klavír, hráčem na hammondy Matthew Fisherem, basistou Davidem Knightsem, kytaristou Ray Royerem a bubeníkem Bill Eydenem.

## Podobnost s Bachovým dílem
Základní varhanní linka „A Whiter Shade of Pale“ byla inspirována skladbami Johanna Sebastiana Bacha „Wachet auf, ruft uns die Stimme“ a „Air on a G String“, ale na rozdíl od často rozšířeného tvrzení se nejedná o přímý plagiát nebo parafrázi.

## Coververze
Stovky jiných interpretů po celém světě nahrály svou vlastní verzi skladby, např.:
- Johnny Rivers, pop
- Percy Sledge, R&B
- Willie Nelson & Waylon Jennings, country
- Wailing Souls, reggae
- Zakk Wylde s Black Label Society
- Sarah Brightmanová, album La Luna
- HSAS, rocková verze na albu Through the Fire
- Big Jim Sullivan, 1968 RPM Records UK. V současnosti na Asian Lounge (vol 2)
- Gov't Mule, rock
- Helge Schneider, funky free jazz
- Alton Ellis, rocksteady
- Annie Lennox
- Glenn Hughes
- Marc Bonilla, 1993 album „American Matador“
- Joe Cocker
- Charly García, španělská verze
- Mariano Moreno, album Ultra-Lounge - On The Rocks, part one
- Karel Gott, anglicky v pořadu Gute Laune mit Musik - Hauskonzert (1979)

české coververze
- Jaromír Löffler se skupinou Flamingo, s textem Vladimíra Čorta pod názvem „Ikony“, 1969
- Lešek Semelka, s textem Pavla Vrby pod názvem „Vzpomínkám daň splácím“, 1980
- Ilona Csáková, verze s jiným textem Pavla Vrby, ale se stejným názvem – Vzpomínkám daň splácím, 1996
- Pavel Brümer a Jindra Malík se skupinou Fešáci, pod názvem „Návrat“, 1992
- Felix Slováček, orchestrální verze se sólem pro sopránsaxofon s názvem „Bělejší než sníh“, 1973